# Дощаница
Дощаница — река в России, протекает в Любытинском районе Новгородской области. Устье реки находится в 1,2 км по правому берегу реки Ольха. Длина реки составляет 11 км.
На правом берегу реки стоит посёлок Теребутинец.

## Данные водного реестра
По данным государственного водного реестра России относится к Балтийскому бассейновому округу, водохозяйственный участок реки — Мста без р. Шлина от истока до Вышневолоцкого г/у, речной подбассейн реки — Волхов. Относится к речному бассейну реки Нева (включая бассейны рек Онежского и Ладожского озера).
Код объекта в государственном водном реестре — 01040200212102000021251.